# Caridina serrata
Caridina serrata е вид десетоного от семейство Atyidae. Видът е почти застрашен от изчезване.

## Разпространение и местообитание
Разпространен е в Хонконг.
Обитава сладководни басейни, морета и потоци.